# 2002 CP154
2002 CP154, também escrito como 2002 CP154, é um objeto transnetuniano (TNO) que está localizado no disco disperso, uma região do Sistema Solar. Ele possui uma magnitude absoluta de 6,5 e tem um diâmetro estimado com cerca de 221 km ou 302 km. O astrônomo Mike Brown lista este corpo celeste em sua página na internet como um candidato a possível planeta anão.

## Descoberta
2002 CP154 foi descoberto no dia 6 de fevereiro de 2002 pelo astrônomo Marc W. Buie.

## Órbita
A órbita de 2002 CP154 tem uma excentricidade de 0,201 e possui um semieixo maior de 52,637 UA. O seu periélio leva o mesmo a uma distância de 42,049 UA em relação ao Sol e seu afélio a 63,225 UA.